# Vladislav Piavko
Vladislav Piavko (n. 
- 1957 - 1960 - Este militar în armata rusă.
- 1960 - 1965 - Este studentul Institutului Teatral Anatolij Lunaciarsky din Moscova.
- 1965 - Câștigă concursul pentru soliști la Teatrul Bolshoi.
- 1966 - Debutează la Teatrul Bolshoi cu rolul lui Pinkerton din Madama Butterfly de Giacomo Puccini.
- 1965 - 1989 – Este solist al Teatrului Bolshoi din Moscova.
- 1967 - 1969 – Este student al școlii de perfecționare pentru interpreți lirici din cadrul Teatro alla Scala Milano.
- 1989 - 1996 - Este solist al Staatsoper Berlin.
- 1996 - Devine primul vicepreședinte al Fundației Irinei Arkhipova Rusia.
- 1998 - Este numit vicepreședinte al Uniunii Mondiale a Muzicienilor.
- 2001 - Devine primul vicepreședinte al Uniunii Mondiale a Muzicienilor.

## Viața și activitatea artistică
Vladislav PIAVKO este cel mai extraordinar interpret liric de pe teritoriul Rusiei. Este un adevărat artist-interpret pentru că încarnările rolurilor de operă precum Herman din Dama de Pică de Tchaikovski , Falsul Dimitrie din Boris Gudnov de Musorgsky, Grishka Kuternia din opera Orașul invizibil Kitezh Manrico și Radames din Il Trovatore și Aida de Verdi, Cavaradossi din Tosca de Puccini, și Serghei din opera Katerina Izmailova de Shostacovich sunt cele mai memorabile pagini din istoria Marelui Teatru Bolshoi din Moscova.
Vocea sa a fost ascultată de spectatori din întreaga lume: Teatro Colon – Buenos Aires, Metropolitan Opera – New York, Opera Bastille – Paris, Teatro Communale – Firenze, Barcelona și Madrid, Budapesta și București, Berlin și Amsterdam, Teatrul Sanvallina din Finlanda și Olimpia din Atena, cât nenumărate alte prestigioase scene din spațiul internațional.
Dintre partenerii de scenă amintim pe Nicolai Ghiaurov și Nicola Ghiuselev, Raina Kabaivanska și Ghena Dimitrova, Anna Tomowa-Sintow etc.
Mulți ani a cântat alături de soția sa, legendara mezzosoprană a Rusiei, Irina Arkhipova.
Interpretarea pe care dat-o “sanguinului’’ rol Guglielmo Ratcliff  din opera omonimă de Pietro Mascagni a făcut senzație mondială. Vladislav Piavko este unul din cei 4 tenori care în întreaga existență a operei Guglielmo Ratcliff de peste 100 de ani a cântat opera live în spectacol. Rolul său în Guglielmo a fost fantastic și a fost decorat la Livorno cu medalia de aur : Piavko Marele Guglielmo Ratcliff.
Înregistrările unor capodopere absolute precum Boris Gudnov [redarea autentică] și Kovanshina de Musorgsky, pe care Vladislav Piavko le-a făcut, s-au bucurat de aprecierile extraordinare ale Academiei Franceze a Înregistrărilor. Înregistrarea operei Suflete moarte a lui Rodion Shedrin unde Piavko a interpretat rolul lui Nozdrev a primit critici mondiale extraordinare fiind astfel premiată de Critic Choice England.
Repertoriul lui Vladislav Piavko în câmpul concertistic cuprinde peste 800 de titluri de lucrări de diverși compozitori, diferite ca stil și din toate perioadele istoriei muzicii. De asemenea în repertoriul său se numără lucrări vocal simfonice de anvergură.
Piavko este recunoscut în plan internațional ca cel mai mare interpret al muzicii lui Georgy Sviridov. Este primul care a interpretat ciclul Rusia plecată scris de Sviridov pe versuri de Serghei Esenin.
Vladislav Piavko este unul din cei doi autori ai scenariului și regizorul fimului musical Tu ești orgoliul meu, durerea mea unde și interpretează rolul cântărețului.
Este autorul cărții Tenor. De la monahul vieților trăite.
În întreaga sa carieră Vladislav Piavko a cântat foarte mult în spațiul internațional, dar și în Rusia, în spectacole de operă, dar și celebre concerte de lied.
În ultimii ani a cântat la Celiabinsk și San Francisco la Iakutsk și în Cipru la Norilsk și în Italia, la Novosibirsk și în Grecia, în Khabarovsk și Khazakstan, la Magadan și în Franța.
Dincolo de activitatea sa artistică, de participările sale în concerte și festivaluri internaționale, atât în Rusia cât și în spațiul Internațional, în ultimii zece ani se preocupă de propaganda muzicii culte în toate secțiunile societății, dar și de dezvoltarea potențialului extraordinar al tinerilor interpreți atât din Rusia cât și din lumea întreagă.
De mult timp este membrul juriului internațional al Concursului Mondial Mihail Glinka pentru interpreți lirici și al Concursului Internațional de Canto Georgy Sviridov. A fost de asemenea președintele unor importante concursuri de canto din Georgia și Rusia [Concursul Lemeshev etc.].
Lucrează de asemenea în prezidiumul Uniunii Mondiale a Muzicienilor dar și în cel al Fundației Irinei Arkhipova. Desfășoară o activitate extraordinară organizând festivaluri internaționale în onorarea și celebrarea marilor interpreți ruși, concerte și înregistrări audio-video.
În ultimii ani a desfășurat proiecte grandioase : Vladislav Piavko & Company.Tenors Parade
În cadrul acestui program a făcut deja 4 programe de muzică clasică și un program de cântece din perioada războiului dar și despre război.
Este de asemenea autorul proiectului : Muzică de cameră rusă – de la Glinka la Sviridov. În cadrul acestui proiect tineri interpreți lirici din teatrele de operă dar și din cadrul societăților concertistice din Moscova au prezentat 9 programe de romanțe din muzica clasică rusă. Acest proiect de neuitat are loc și în cadrul stagiunii 2006/2007.
Din 2001, an de an, cea mai extraordinară acțiune a Rusiei este ceremonia glorioasă de acordare a Premiului Fundației Irinei Arkhipova unor importanți exponenți din câmpul muzicii clasice din diversele secțiuni ale societății. Aceste ceremonii care au loc an de an sunt urmate de concerte extraordinare în care Maestri di Canto se alătură tinerilor interpreți în prezentarea unor programe foarte interesant alese. Deja s-au făcut lucrări din operele Don Carlo și Nabucco de Verdi și Norma de Bellini la Marea Sală a Conservatorului din Moscova.
1. 1 2  Library of Congress Authorities, accesat în 28 martie 2025
2. ↑  IdRef, accesat în 4 mai 2020